# Kirschnaumen
Kirschnaumen é uma comuna francesa na região administrativa de Grande Leste, no departamento de Mosela. Estende-se por uma área de 19,93 km². Em 2010 a comuna tinha 489 habitantes (densidade: 24,5 hab./km²).